# Yalu
De Yalu of Groene Rivier (in Korea ook wel de Amnok genoemd) is een 790 kilometer lange rivier op de grens tussen China en Noord-Korea. De rivier ontspringt op de berg de Paektusan en mondt uit in de Koreabaai.
De rivier begint op een hoogte van 2500 meter bij het Hemelmeer op de grens van Noord-Korea en China. De Paektusan is ook het begin van de Tumen; deze rivier stroomt naar het noordoosten en vormt ook de grens met China en vormt 17 kilometer de grens met Rusland. De rivier heeft een stroomgebied van 30.000 km². Hij is ondiep en daardoor slecht bevaarbaar. Tussen de steden Sinuiju (Noord-Korea) en Dandong (China) mondt de rivier uit in de Koreabaai, die weer onderdeel uitmaakt van de Gele Zee.
In de rivier liggen veel waterkrachtcentrales waarvan de Supungdam (of Sup'ungdam) de grootste is. De dam werd tussen 1937 en 1943/44 door Japan aangelegd en heeft tegenwoordig een opgesteld vermogen van 765 MW, waarvan 630 MW in Noord-Korea en 135 MW in China. Verder is de rivier belangrijk voor de lokale bevolking vanwege de visvangst. De rivier is ongeschikt voor diepstekende schepen maar voor het vervoer van boomstammen en hout kan de rivier gebruikt worden. Tijdens de wintermaanden is de rivier dichtgevroren.
In de recente geschiedenis zijn bij de rivier twee veldslagen geweest. Tijdens de Eerste Chinees-Japanse Oorlog stak het Japanse Eerste Leger op 24 oktober 1894 de Yalu over, richting Mantsjoerije. In 1904 was er een tweedaagse Slag bij de Yalu-rivier tussen het Japanse en Russische leger. Dat was de eerste belangrijke veldslag in de Russisch-Japanse Oorlog. In de Koreaanse oorlog kwamen veel Chinese troepen en materieel de grens over en de luchtmacht van de Verenigde Naties voerde bombardementsvluchten uit om de bruggen over de rivier te beschadigen.
Over de rivier liggen drie bruggen:
- Chinees-Noord-Koreaanse Vriendschapsbrug, Dandong, China – Sinŭiju, Noord-Korea
- Ji'an Yalu spoorbrug, Ji'an China – Manp'o, Noord-Korea
- Nieuwe Yalubrug, aan de Chinese kant klaar, maar de toegangswegen in Noord-Korea ontbreken nog.[bron?]

## Galerij

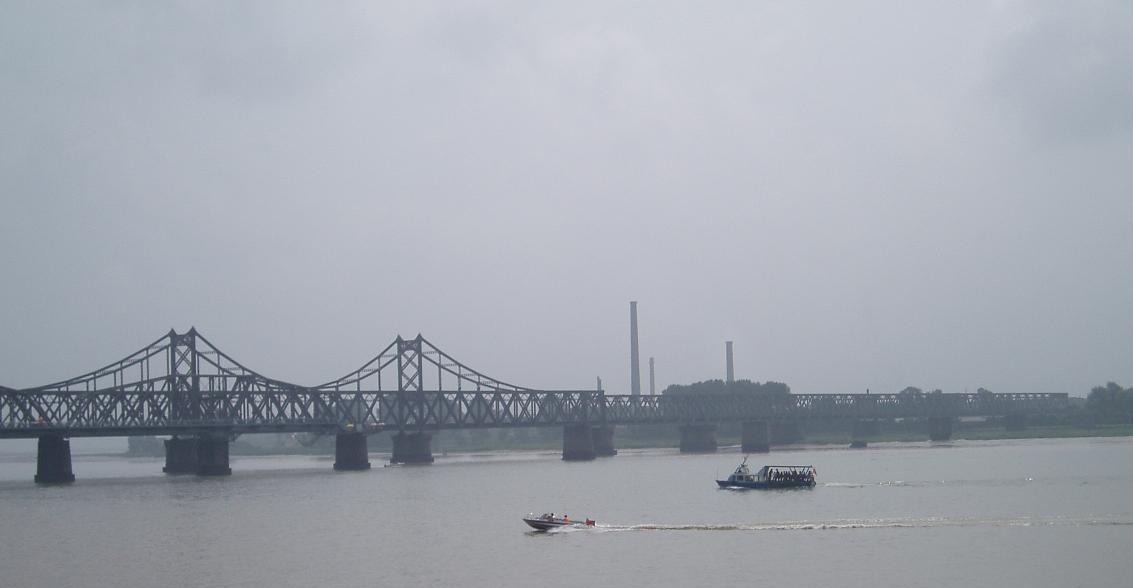
Vriendschapsbrug die Sinuiju (Noord-Korea) en Dandong (China) verbindt
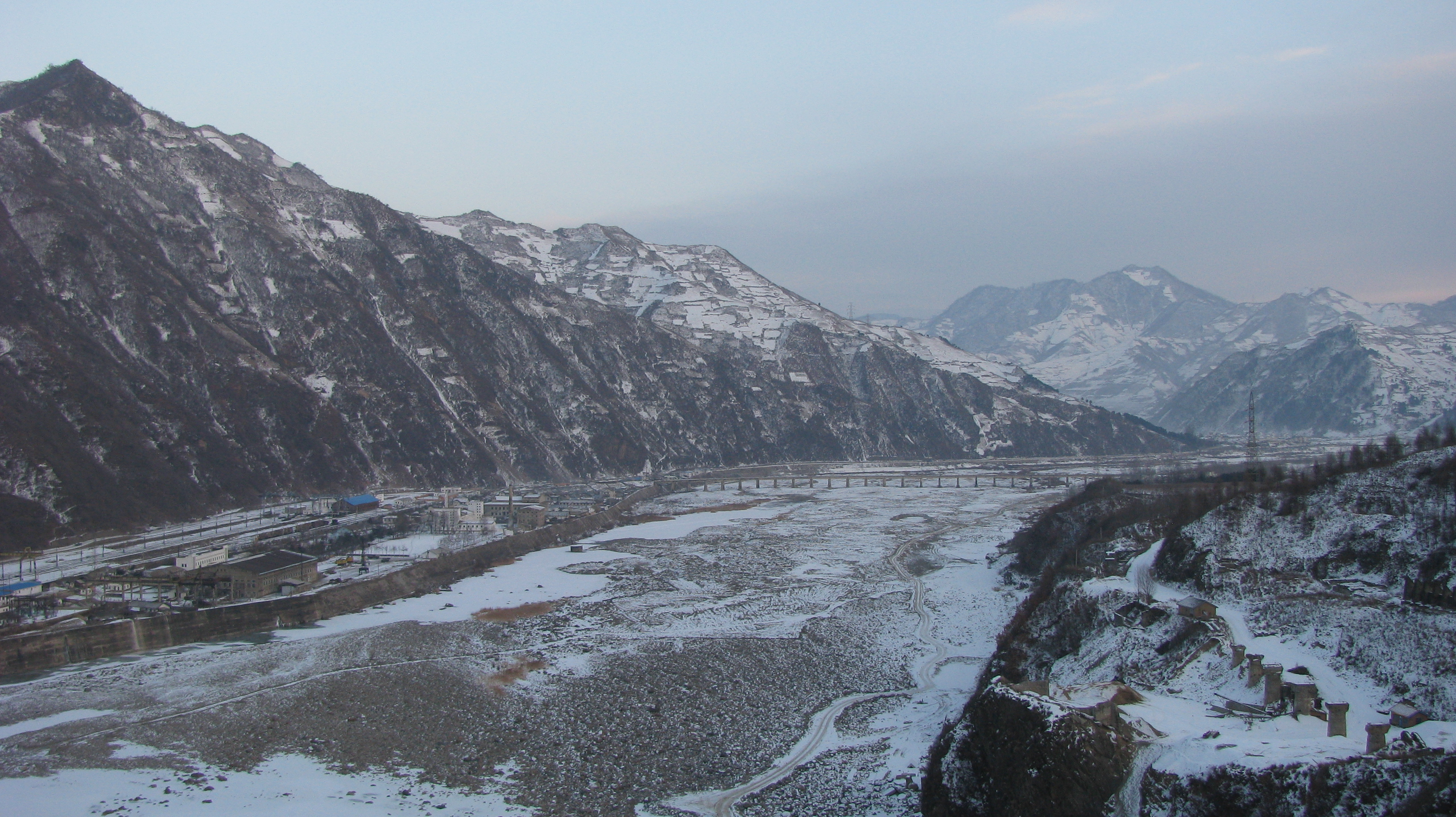
Yalu in de winter bij Ji'an. Links op de foto ligt Noord-Korea
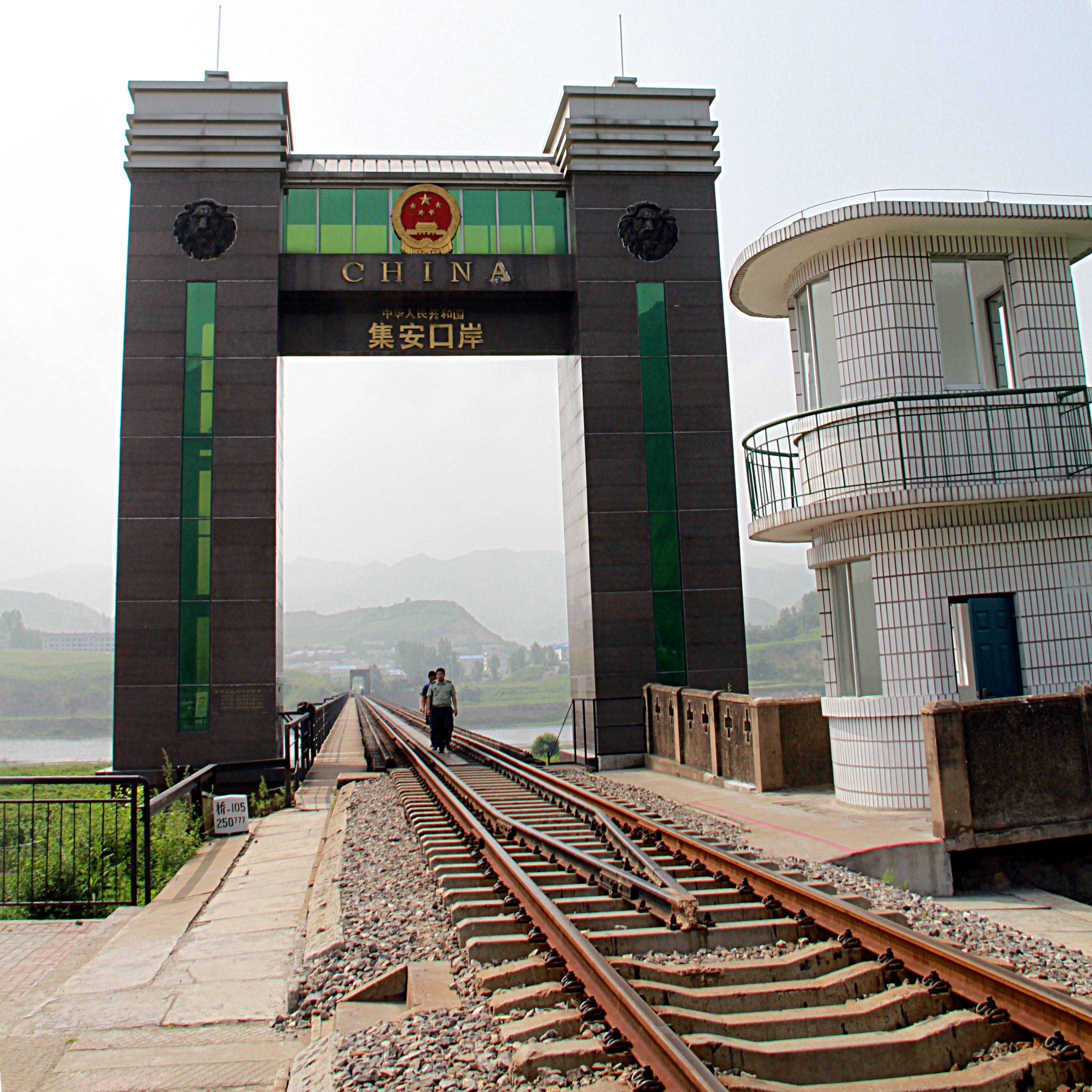
Spoorbrug bij Ji'an

- Library of Congress Control Number: sh86004333
- National Archives and Records Administration: 10038559
- Bibliotheek van het Japanse parlement: 01053874
- Nationale Bibliotheek van Israël: 987007556152705171
- Virtual International Authority File: 253059281